# Suna (Kirow)

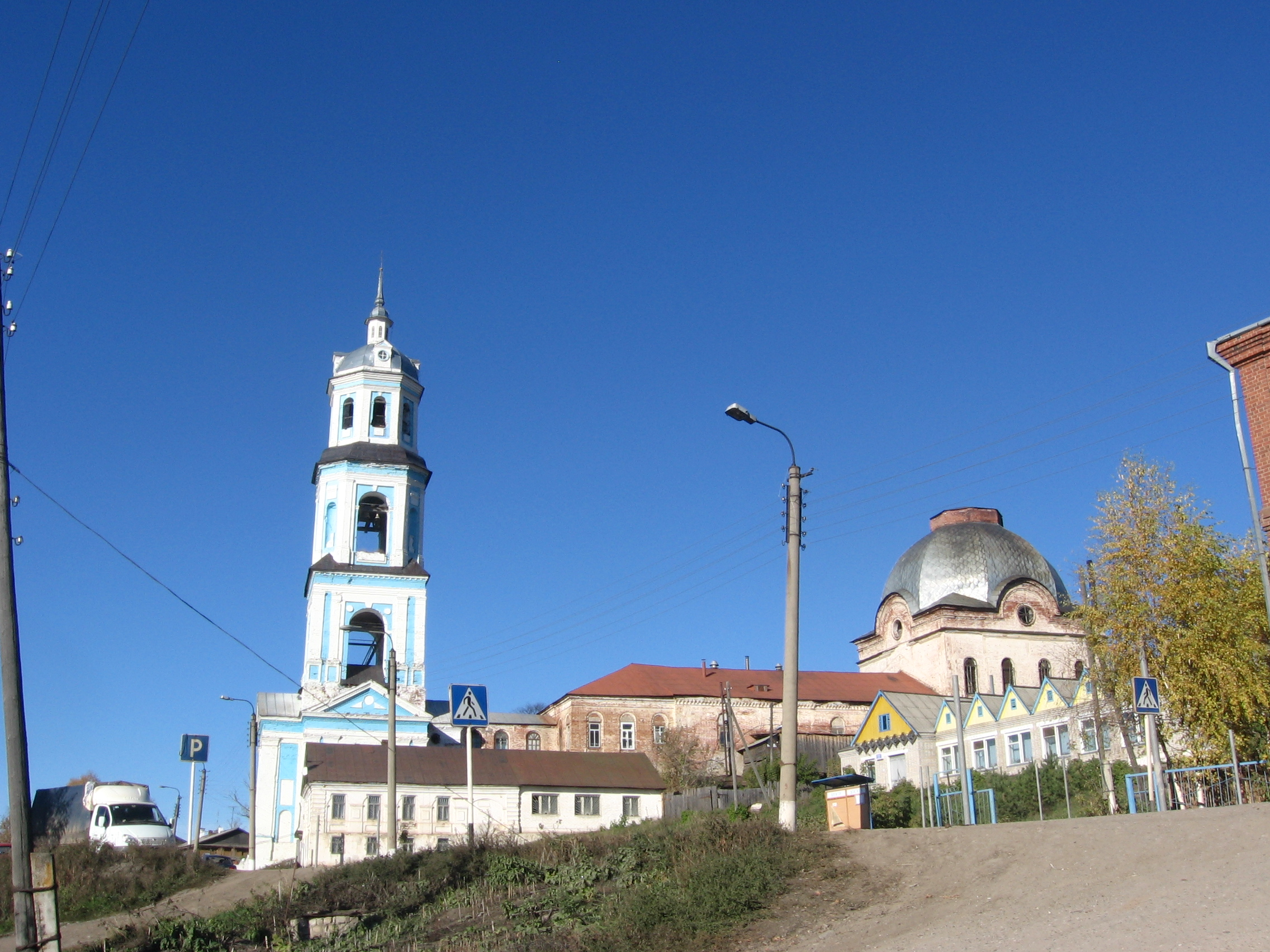
Suna mit orthodoxer Kirche (2010)

Suna (russisch Суна́) ist eine Siedlung städtischen Typs in der Oblast Kirow in Russland mit 2199 Einwohnern (Stand 14. Oktober 2010).

## Geographie
Der Ort liegt etwa 90 km Luftlinie südsüdöstlich des Oblastverwaltungszentrums Kirow. Er befindet sich am namensgebenden Fluss Suna, der über die Woja zur Wjatka abfließt.
Suna ist Verwaltungszentrum des Rajons Sunski sowie Sitz der Stadtgemeinde Sunskoje gorodskoje posselenije, zu der außerdem das fast unmittelbar südwestlich anschließende Dorf Toskui gehört.

## Geschichte
Der Ort wurde 1650 gegründet und zunächst Wosnessenskoje-na-Sune (Wosnessenskoje an der Suna) genannt. Seit 1780 ist die heutige Form in Gebrauch. Ab dieser Zeit gehörte das Dorf zum Ujesd Nolinsk des Gouvernements Wjatka.
Am 10. Juli 1929 wurde Suna Verwaltungssitz eines neu geschaffenen, nach ihm benannten Rajons. Von 14. November 1959 bis 14. Februar 1968 war der Rajon vorübergehend aufgelöst. Seit 26. Januar 1971 besitzt der Ort den Status einer Siedlung städtischen Typs.

### Bevölkerungsentwicklung
| Jahr | Einwohner |
| ---- | --------- |
| 1926 | 273       |
| 1939 | 1664      |
| 1970 | 2624      |
| 1979 | 3469      |
| 1989 | 3559      |
| 2002 | 2475      |
| 2010 | 2199      |

Anmerkung: Volkszählungsdaten

## Verkehr
Durch Suna verläuft die Regionalstraße 33R-002, die unweit des Oblastzentrums Kirow beginnt, durch das nördlich benachbarte Rajonzentrum Kumjony und weiter über die südlich gelegenen Rajonzentren Nolinsk, Urschum und Malmysch nach Wjatskije Poljany führt.
Die nächstgelegene Bahnstation ist das etwa 75 km in nördlicher Richtung entfernte Posdino an der Transsibirischen Eisenbahn im südlichen Teil von Kirow, der bis 1989 als Stadt Nowowjatsk selbständig war.